# Stasimopus brevipalpis
Stasimopus brevipalpis là một loài nhện trong họ Ctenizidae. S. brevipalpis được miêu tả năm 1903 bởi William Frederick Purcell.